# Outerbridge Horsey
Outerbridge Horsey (* 5. März 1777 bei Laurel, Delaware; † 9. Juni 1842 bei Petersville, Maryland) war ein US-amerikanischer Politiker (Föderalistische Partei), der den Bundesstaat Delaware im US-Senat vertrat.

## Leben
Nachdem er seine ersten Lebensjahre in Georgetown verbracht hatte, zog Outerbridge Horsey nach Wilmington, wo er bei James A. Bayard die Rechtswissenschaften studierte. Bayard, selbst zwischen 1797 und 1813 Mitglied des US-Repräsentantenhauses und des Senats, sollte sein lebenslanger politischer Mentor werden. Horsey wurde im Dezember 1807 in die Anwaltskammer des New Castle County aufgenommen und begann in Wilmington zu praktizieren.

## Politik
Seine politische Laufbahn nahm ihren Anfang im Repräsentantenhaus von Delaware, wo er von 1801 bis 1803 das Sussex County vertrat. 1806 wurde Horsey Attorney General (Justizminister) von Delaware, was er bis 1810 blieb. In diesem Jahr gewann er die Nachwahl um den Senatssitz des verstorbenen Samuel White. Er nahm seinen Platz im Kongress am 12. Januar 1810 ein und verblieb dort nach einer Wiederwahl im Jahr 1814 bis zum 3. März 1821.
Zu Beginn seiner Zeit im Senat wandte Horsey sich gegen den drohenden Britisch-Amerikanischen Krieg; als dieser jedoch begonnen hatte, unterstützte er die Kriegsanstrengungen der Bundesregierung. Er wurde Mitglied des Sicherheitsausschusses (Committee of Safety) und war an den Vorbereitungen zur Verteidigung von Wilmington sowie des Fort Union beteiligt. Im März 1814 stellte er eine Petition der Bürger von Delaware vor, die sich gegen Jeffersons Handelsembargo richtete; diese blieb jedoch ohne Wirkung.
Einige Jahre später geriet er in Konflikt mit der Legislative von Delaware, die eine Resolution an die Kongressmitglieder des Staates verfasst hatte, wonach diese bei jeder Möglichkeit gegen eine Ausweitung der Sklaverei stimmen sollten. Nach Horseys Meinung hatte der Kongress nicht das Recht, den Besitz von Sklaven in Missouri zu verhindern, weshalb er den Missouri-Kompromiss unterstützte. Da ihm bewusst war, wie unpopulär dieser Standpunkt in seinem Heimatstaat war, bewarb er sich nicht um eine weitere Wiederwahl.
Horsey zog sich ins Privatleben zurück. Er half beim Aufbau einer öffentlichen Bibliothek in Georgetown und war Kurator des Wilmington College. Sein Urenkel war der Diplomat Outerbridge Horsey VI, der unter anderem zwischen 1963 und 1966 Botschafter in der Tschechoslowakei war.